# Nicky Butt
Nicholas «Nicky» Butt (Mánchester, Inglaterra, 21 de enero de 1975) es un exfutbolista británico que jugaba como centrocampista. Jugó la mayor parte de su carrera en el Manchester United F. C. donde permaneció durante 12 temporadas, desde 1992 hasta 2004. Su último equipo fue el South China A. A. de Hong Kong.
Formó parte de la Selección de Inglaterra desde 1997 hasta 2004.
En 2014, adquirió el 10% del Salford City F. C.

## Trayectoria

### Manchester United
Comenzó su carrera en el  Manchester United en las categorías inferiores del club hasta que debutó como profesional en 1993. Comenzó a ser habitual en las alineaciones en la temporada 1994-1995, pero la presencia de Roy Keane y Paul Scholes limitaban sus oportunidades. Sin embargo, acumuló éxitos como seis títulos de la Premier League, cuatro FA Cup y una Champions League. También formó parte del equipo de 1999 que ganó los tres título (Liga, Copa y Champions). 
Sus oportunidades en el Manchester United se redujeron por los fichajes de nuevos centrocampista, entregó su transferencia en enero de 2004 pero al final rechazó fichar por el Birmingham City y se quedó en el United para el resto de la temporada. Finalmente firmó con Bobby Robson por el Newcastle United en julio de 2004 por unos £2.000.000. Fue el sustituto de Gary Speed, quien había fichado por el Bolton Wanderers.

### Newcastle United
Butt se lesionó en la temporada 2004-05, por lo que el entrenador Graeme Souness fichó al senegalés Amady Faye para sustituirlo en enero de 2005. A pesar de un comienzo prometedor, los fanes dejaron de apoyarlo tras un partido de la FA Cup contra el Manchester, en el que, según los aficionados, se esforzó poco y ayudó a su anterior equipo. Los fichajes de Scott Parker y Emre en el verano de 2005 motivaron su marcha al Birmingham City cedido una temporada.
Sin embargo, en febrero de 2006, Butt abandonó a su entrenador Steve Bruce tras descubrir que Bruce había puesto a su hijo Alex en el equipo delante de él, y fue multado con dos semanas de sueldo. Después de que el Birmingham perdiera la categoría, Butt volvió al Newcastle.
A pesar de no ser un ídolo en St James' Park, Butt se ganó el favor de la afición con dos goles de cabeza en un partido de pretemporada ante el Villarreal CF. Se especuló con la posibilidad de que el entrenador del Sunderland Roy Keane quisiera fichar a su excompañero. Al final, debido a la falta de centrocampistas en el Newcastle y su buena pretemporada, Butt permaneció en el Newcastle.
Durante la temporada 2006-07, Butt estuvo más implicado en el equipo. El 14 de enero de 2007, Butt marcó su primer gol en dos años cuando marcó el gol de la victoria ante el Tottenham (3-2). El 9 de abril de 2007 fue nombrado "hombre del partido" por su actuación en el partido contra el Arsenal.
Con Parker tras su paso al West Ham United, Butt siguió teniendo un papel importante en la campaña 2007-08 del Newcastle. El 21 de diciembre, firmó un nuevo contrato que lo mantenía en el club hasta el final de la siguiente temporada.  Después de estar casi siempre presente en esa temporada, expresó su deseo de terminar su carrera con el Newcastle. 

### China sur
El 6 de noviembre de 2010, el presidente del South China de Hong Kong, Steven Lo, declaró que el club esperaba que Butt fichara por ellos a finales de mes. Butt firmó por el South China el 22 de noviembre. Con el dorsal 8, disputó su primer partido contra el TSW Pegasus, en el que el South China se impuso por 2-1. Butt marcó de falta. Butt marcó un gol de falta, pero también falló un penalti.
Tras dejar el South China, el 24 de mayo de 2011 participó en el partido testimonial de Gary Neville contra la Juventus en el centro del campo junto a Paul Scholes, reviviendo los viejos tiempos en un centro del campo en el que también estaba David Beckham. Sin embargo, perdieron el partido contra la Vieja Señora. Butt también actuó en el centro del campo del New York Cosmos de Eric Cantona en el partido testimonial de Scholes contra el Manchester United en Old Trafford el 5 de agosto de 2011.

## Selección nacional
Su primer partido internacional fue en la temporada 1997/98, donde fue un habitual en el centro del campo. Una lesión de Steven Gerrard antes del Mundial de 2002 le dio a Nicky la oportuindad de jugar de titular junto a David Beckham y Paul Scholes. Fue nombrado "mejor jugador del torneo" por el legendario Pelé, un cumplido por su posición en el campo.
Después de la Copa del Mundo volvió a su posición de reserva de Steven Gerrard y Frank Lampard. Fue seleccionado para la Eurocopa 2004 pero una lesión le impidió jugarla. Su último partido internacional fue en un amistoso contra España el 17 de noviembre de 2004. En total, ha disputado 39 partidos con su selección.

### Participaciones en Copas del Mundo
| Mundial                               | Sede                  | Resultado   |
| ------------------------------------- | --------------------- | ----------- |
| Copa Mundial de Fútbol Sub-20 de 1993 | Australia             | Semifinal   |
| Copa Mundial de Fútbol de 2002        | Corea del Sur y Japón | 4° de final |

## Trayectoria post-jugador

### Entrenador
En octubre de 2012, Butt regresó al Manchester United como entrenador del equipo reserva del club. Fue nombrado director de la Manchester United F.C. Reserves and Academy en febrero de 2016, unos meses después de la marcha de Brian McClair.Desde noviembre de 2016, ha ocupado el puesto de entrenador interino del equipo reserva (sub-23) después de que Warren Joyce se marchara al puesto de entrenador del Wigan Athletic. Ejerció brevemente como ayudante de Ryan Giggs, después de que Giggs fuera nombrado entrenador interino del primer equipo del Manchester United, tras la marcha de David Moyes.
En julio de 2019, el Manchester United reestructuró su equipo de zagueros, convirtiendo a Butt en el jefe de desarrollo del primer equipo, reportando directamente al entrenador Ole Gunnar Solskjær para ayudar a mejorar la transición de los jugadores jóvenes del equipo juvenil al primer equipo. Nick Cox sustituyó a Butt al frente de la Academia. En marzo de 2021, se anunció que Butt dejaría el Manchester United tras 9 años allí en varios puestos de entrenador dentro de su academia.

### Intereses empresariales
En 2014, se anunció que Butt, junto con sus compañeros exjugadores del Manchester United Ryan Giggs, Paul Scholes, y Gary y Phil Neville habían llegado a un acuerdo para comprar el Salford City antes de la temporada 2014-15. con planes para llevar al club a la Football League.El grupo anunció que participaría en un amistoso especial, en el que el Salford se enfrentaría a un equipo Class of '92. El 22 de septiembre, el grupo acordó vender una participación del 50% en el club al multimillonario Peter Lim.
El 31 de octubre de 2022, el Salford City anunció el nombramiento de Butt como consejero delegado del club, en sustitución de Gary Neville, que había desempeñado ese cargo a tiempo parcial durante ocho años. El 15 de octubre de 2024, Butt anunció que dejaba el cargo de consejero delegado del Salford para dedicarse a entrenar.

## Clubes

### Como jugador
| Club                    | País       | Año       |
| ----------------------- | ---------- | --------- |
| Manchester United F. C. | Inglaterra | 1992-2004 |
| Newcastle United F. C.  | Inglaterra | 2004-2005 |
| Birmingham City F. C.   | Inglaterra | 2005-2006 |
| Newcastle United F. C.  | Inglaterra | 2006-2010 |
| South China A. A.       | Hong Kong  | 2010-2011 |

### Como dirigente deportivo
| Club               | Div. | País       | Año           | Rol                 |
| ------------------ | ---- | ---------- | ------------- | ------------------- |
| Salford City F. C. | 4.ª  | Inglaterra | 2014-presente | Copropietario (10%) |

## Títulos

### Campeonatos nacionales
| Título                               | Club                    | País       | Año     |
| ------------------------------------ | ----------------------- | ---------- | ------- |
| Community Shield                     | Manchester United F. C. | Inglaterra | 1994    |
| Premier League                       | Manchester United F. C. | Inglaterra | 1995/96 |
| FA Cup                               | Manchester United F. C. | Inglaterra | 1995/96 |
| Community Shield                     | Manchester United F. C. | Inglaterra | 1996    |
| Premier League                       | Manchester United F. C. | Inglaterra | 1996/97 |
| Community Shield                     | Manchester United F. C. | Inglaterra | 1997    |
| Premier League                       | Manchester United F. C. | Inglaterra | 1998/99 |
| FA Cup                               | Manchester United F. C. | Inglaterra | 1998/99 |
| Premier League                       | Manchester United F. C. | Inglaterra | 1999/00 |
| Premier League                       | Manchester United F. C. | Inglaterra | 2000/01 |
| Premier League                       | Manchester United F. C. | Inglaterra | 2002/03 |
| Community Shield                     | Manchester United F. C. | Inglaterra | 2003    |
| FA Cup                               | Manchester United F. C. | Inglaterra | 2003/04 |
| English Football League Championship | Newcastle United F. C.  | Inglaterra | 2009/10 |
| Copa FA de Hong Kong                 | South China A. A.       | Hong Kong  | 2010/11 |
| Copa de la Liga de Hong Kong         | South China A. A.       | Hong Kong  | 2010/11 |

### Campeonatos internacionales
| Título                | Club                    | Lugar               | Año  |
| --------------------- | ----------------------- | ------------------- | ---- |
| Liga de Campeones     | Manchester United F. C. | Barcelona           | 1999 |
| Copa Intercontinental | Manchester United F. C. | Tokio               | 1999 |
| Copa Intertoto        | Newcastle United F. C.  | Newcastle upon Tyne | 2006 |